# Aldercroft Heights (California)
Aldercroft Heights es un área no incorporada ubicada en el condado de Santa Clara en el estado estadounidense de California.

## Geografía
Aldercroft Heights se encuentra ubicada en las coordenadas 37°9′39″N 121°58′8″O / 37.16083, -121.96889.